# أنطوان بوسي
أنطوان بوسي (بالفرنسية: Antoine Bussy)‏ هو كيميائي فرنسي عاش بين 29 أيّار/مايو 1794 و 1 شباط/فبراير 1882.

## حياته
ولد أنطوان بوسي سنة 1794 في مرسيليا، ودخل المدرسة المتعددة التكنولوجية (École Polytechnique) سنة 1813، حيث كان يحضر محاضرات كان الكيميائي بيير جان روبيكه يلقيها هناك. تتلمذ أنطوان بوسي على يدّ روبيكه حيث تعلّم الكثير منه كباحث في الكيمياء.
حاز سنة 1823 على الدكتوراة في الكيمياء، وبعد ذلك حاز على أخرى في الطب. وفي سنة 1874 أصبح بروفيسوراً في الكيمياء في مدرسة الصيدلة العليا في باريس.
توفّي أنطوان بوسي سنة 1882 في باريس.

## أعماله
نشر أنطوان بوسي سنة 1831 'Mémoire sur le Radical métallique de la Magnésie'، والذي وصف فيه طريقة تحضير المغنسيوم بتسخين كلوريد المغنسيوم مع البوتاسيوم في أنبوب زجاجي.
في سنة 1828 قام هو وفريدرش فولر بعزل البيريليوم من مركّباته بإجراء تفاعل بين البوتاسيوم وكلوريد البيريليوم.
في الكيمياء العضوية ينسب إلى بوسي تسمية مركّب الأسيتون. كما أنّ له أبحاث في الدهون، وقام بعزل الصابونين من النباتات. أمّا في الكيمياء التحليلية، فقد قام باستخدام ملح البرمنغنات من أجل الكشف عن أملاح الزرنيخ الثلاثي.

## تقدير
أصبح أنطوان بوسي رئيساً لأكاديميّة الطب، ولاحقاً في عام 1868 أكاديميّة الصيدلة.

## روابط خارجية
- أنطوان بوسي على موقع الموسوعة البريطانية (الإنجليزية)